# Route provinciale 71 (Madagascar)
Pour les articles homonymes, voir Route 71.
La route provinciale 71 (RP 71) ou route d'intérêt provincial 71 (RIP 71)  est une route de la région d'Itasy, à Madagascar.

## Description
La route RP 71 à une longueur de 24 kilomètres et relie Imerintsiatosika, Miantsoarivo, Ambohimandry et Ambohipandrano.